# Ісра-Ту
Ісра́-Ту — піщанистий острів в Червоному морі в архіпелазі Дахлак, належить Еритреї, адміністративно відноситься до району Дахлак регіону Семіен-Кей-Бахрі.

## Географія
Розташований на північний захід від острова Нора. Довжина острова 7,5 км, ширина — 4 км. На південному сході та північному сході виділяються вузькі півострови, південний з яких закінчується мисом Рас-Хараль. Численні мілкі та вузькі бухти. Острів, окрім невеликих ділянок, облямований кораловими рифами та підводними каменями.